# Maurian
Le Maurian est un torrent du département des Hautes-Alpes dans la région Provence-Alpes-Côte d'Azur, et un affluent droit de la Romanche, donc un sous-affluent du Rhône par le Drac et l'Isère.

## Géographie
De 10,2 km de long, le Maurian est un torrent prenant sa source aux aiguilles d'Arves, à 2 959 m d'altitude, et à l'est du glacier Lombard et de l'aiguille du Goléon 3 427 m).
Il traverse le lac du Goléon à 2 138 m d'altitude.
Il conflue en rive droite de la Romanche, sur la commune de La Grave à 1 475 m d'altitude environ.

### Commune et canton traversés
Dans le seul département des Hautes-Alpes, le Maurian traverse une seule commune : La Grave, et donc un seul canton : le canton de La Grave, dans l'arrondissement de Briançon.

### Bassin versant
La Maurian traverse une seule zone hydrographique : La Romanche de sa source au torrent du Ga (W270), de 129 km2 de superficie. Ce bassin versant est constitué à 98,39 % de « forêts et milieux semi naturels » et à 1,32 % de « territoires agricoles ». 

### Organisme gestionnaire
C'est le syndicat mixte des bassins hydrauliques de l'Isère qui s'occupe de fédérer les aménagements sur la Romanche.

## Affluents
Le Maurian a six affluents référencés :
- le torrent de Vendrelet (rd) 1,4 km sur la seule commune de La Grave avec un affluent :
  - le torrent de Cuichinet (rg) 1 km sur la seule commune de La Grave.
- le torrent de Chasse (rd) 4,4 km sur la seule commune de La Grave.
- le torrent de Puy Garnier (rd) 2,2 km sur la seule commune de La Grave.
- le torrent du Creppe de l'Ane (rd) 1,2 km sur la seule commune de La Grave.
- le torrent de Jourragnette (rd) 1,5 km sur la seule commune de La Grave.
- le torrent de la Combe Longue (rd) 1 km sur la seule commune de La Grave.

Donc son rang de Strahler est de trois.

## Aménagements et écologie
L'aménagement du cours du Maurian dans sa partie haute pendant le XXe siècle, avec un petit barrage, a mené à la création du lac du Goléon.
De juin à novembre 2016, des travaux sont effectués pour la construction d'un aménagement hydroélectrique. Celui-ci comprend un prélèvement de l'eau au niveau du barrage existant du Goléon, l'enfouissement d'une conduite forcée en fonte, et une centrale hydroélectrique au lieu-dit Le Pré rond. La conduite est posée sous l'itinéraire de randonnée longeant le torrent, en vue d'un impact paysager minimal. Production moyenne prévisionnelle : 8,95 GWh/an.